# Championnat d'Europe de football espoirs 1996
Navigation
Euro espoirs 1994 Euro espoirs 1998
Le Championnat d'Europe de football espoirs 1996 est la dixième édition du championnat d'Europe des nations espoirs. La phase finale se déroule du 28 au 31 mai 1996 en Espagne et réunit quatre équipes. Les matchs se déroulent à Barcelone au stade olympique Lluís-Companys.
C'est l'Italie qui remporte le titre en battant en finale le pays hôte, l'Espagne. La France prend la troisième place devant l'Écosse. Les cinq premiers pays sont qualifiés pour les Jeux olympiques 1996 d'Atlanta.

## Groupes préliminaires
Les 44 équipes inscrites sont réparties en huit groupes (4 sont composés de 6 équipes, 4 autres de 5 équipes). Les premiers de chaque groupe sont qualifiés pour les quarts de finale qui se disputent en matchs aller-retour.

### Vainqueurs de groupe
| Nations   | Gr. |
| --------- | --- |
| France    | 1   |
| Allemagne | 2   |
| Italie    | 3   |
| Portugal  | 4   |
| Tchéquie  | 5   |
| Écosse    | 6   |
| Espagne   | 7   |
| Hongrie   | 8   |

## Tableau des matchs à élimination directe
|  | Quarts de finale                                | Quarts de finale                              |                         |                         | Demi-finales            | Demi-finales            |   |  | Finale                  | Finale                  |
|  | Quarts de finale                                | Quarts de finale                              |                         |                         | Demi-finales            | Demi-finales            |   |  | Finale                  | Finale                  |
|  |                                                 |                                               |                         |                         |                         |                         |   |  |                         |                         |
|  | 12 & 26 mars 1996 - A : Lisbonne, R : Palerme   | 12 & 26 mars 1996 - A : Lisbonne, R : Palerme |                         |                         | 28 mai 1996 - Barcelone | 28 mai 1996 - Barcelone |   |  | 31 mai 1996 - Barcelone | 31 mai 1996 - Barcelone |
|  | 12 & 26 mars 1996 - A : Lisbonne, R : Palerme   | 12 & 26 mars 1996 - A : Lisbonne, R : Palerme |                         |                         | 28 mai 1996 - Barcelone | 28 mai 1996 - Barcelone |   |  | 31 mai 1996 - Barcelone | 31 mai 1996 - Barcelone |
|  | Portugal                                        | 1 / 0                                         |                         |                         | 28 mai 1996 - Barcelone | 28 mai 1996 - Barcelone |   |  | 31 mai 1996 - Barcelone | 31 mai 1996 - Barcelone |
|  | Portugal                                        | 1 / 0                                         |                         |                         | 28 mai 1996 - Barcelone | 28 mai 1996 - Barcelone |   |  | 31 mai 1996 - Barcelone | 31 mai 1996 - Barcelone |
|  | Italie                                          | 0 / 2                                         |                         |                         | 28 mai 1996 - Barcelone | 28 mai 1996 - Barcelone |   |  | 31 mai 1996 - Barcelone | 31 mai 1996 - Barcelone |
|  | Italie                                          | 0 / 2                                         | Italie                  | 1                       |                         |                         |   |  | 31 mai 1996 - Barcelone | 31 mai 1996 - Barcelone |
|  | 13 & 26 mars 1996 - A : Osnabrück, R : Metz     |                                               | Italie                  | 1                       |                         |                         |   |  | 31 mai 1996 - Barcelone | 31 mai 1996 - Barcelone |
|  |                                                 | France                                        | 0                       |                         |                         |                         |   |  | 31 mai 1996 - Barcelone | 31 mai 1996 - Barcelone |
|  | Allemagne                                       | France                                        | 0                       | 0 / 1                   |                         |                         |   |  | 31 mai 1996 - Barcelone | 31 mai 1996 - Barcelone |
|  | Allemagne                                       |                                               |                         | 0 / 1                   |                         |                         |   |  | 31 mai 1996 - Barcelone | 31 mai 1996 - Barcelone |
|  | France                                          | 0 / 4                                         |                         |                         |                         |                         |   |  | 31 mai 1996 - Barcelone | 31 mai 1996 - Barcelone |
|  | France                                          | 0 / 4                                         | Italie                  | 1ap (4)                 |                         |                         |   |  |                         |                         |
|  | 13 & 27 mars 1996 - A : Budapest, R : Édimbourg |                                               | Italie                  | 1ap (4)                 |                         |                         |   |  |                         |                         |
|  |                                                 | Espagne                                       | 1 tab(2)                |                         |                         |                         |   |  |                         |                         |
|  | Hongrie                                         | Espagne                                       | 1 tab(2)                | 2 / 1                   |                         |                         |   |  |                         |                         |
|  | Hongrie                                         | 28 mai 1996 - Barcelone                       |                         | 2 / 1                   |                         |                         |   |  |                         |                         |
|  | Écosse                                          | 1 / 3                                         |                         |                         |                         |                         |   |  |                         |                         |
|  | Écosse                                          | 1 / 3                                         | Écosse                  | 1                       |                         |                         |   |  |                         |                         |
|  | 13 & 27 mars 1996 - A : Grenade, R : Prague     | 13 & 27 mars 1996 - A : Grenade, R : Prague   | Écosse                  | 1                       | Match pour la 3e place  | Match pour la 3e place  |   |  |                         |                         |
|  | 13 & 27 mars 1996 - A : Grenade, R : Prague     | 13 & 27 mars 1996 - A : Grenade, R : Prague   |                         | Espagne                 | Match pour la 3e place  | Match pour la 3e place  | 2 |  |                         |                         |
|  | Espagne                                         | 2 / 2                                         | 31 mai 1996 - Barcelone | 31 mai 1996 - Barcelone |                         |                         | 2 |  |                         |                         |
|  | Espagne                                         | 2 / 2                                         | 31 mai 1996 - Barcelone | 31 mai 1996 - Barcelone |                         |                         |   |  |                         |                         |
|  | Tchéquie                                        | 1 / 1                                         |                         | Écosse                  | 0                       |                         |   |  |                         |                         |
|  | Tchéquie                                        | 1 / 1                                         |                         | Écosse                  | 0                       |                         |   |  |                         |                         |
|  |                                                 |                                               |                         |                         |                         |                         |   |  | France                  | 1                       |
|  |                                                 |                                               |                         |                         |                         |                         |   |  | France                  | 1                       |

### Quarts de finale
Aller les 12 et 13 mars, retour les 23 et 27 mars 1996
| Équipe 1  | Résultat | Équipe 2 | Aller | Retour |
| --------- | -------- | -------- | ----- | ------ |
| Portugal  | 1 - 2    | Italie   | 1 - 0 | 0 - 2  |
| Allemagne | 1 - 4    | France   | 0 - 0 | 1 - 4  |
| Hongrie   | 3 - 4    | Écosse   | 2 - 1 | 1 - 3  |
| Espagne   | 4 - 2    | Tchéquie | 2 - 1 | 2 - 1  |

## Phase finale
La phase finale a lieu en mai 1996 à Barcelone en Espagne.

### Demi-finales
| 28 mai 1996 18:30 | Italie              | 1 - 0 | France | Stade olympique Lluís-Companys, Barcelone |                             |
|                   | Francesco Totti 49e |       |        | Arbitrage : Peter Mikkelsen               | Arbitrage : Peter Mikkelsen |
|                   | Rapport             |       |        | Arbitrage : Peter Mikkelsen               | Arbitrage : Peter Mikkelsen |

| 28 mai 1996 21:00 | Écosse             | 1 - 2 | Espagne                    | Stade olympique Lluís-Companys, Barcelone |                           |
|                   | James Hamilton 28e |       | Oscar 26e · de la Peña 35e | Arbitrage : Rune Pedersen                 | Arbitrage : Rune Pedersen |
|                   | Rapport            |       |                            | Arbitrage : Rune Pedersen                 | Arbitrage : Rune Pedersen |

### Match pour la3eplace
| 31 mai 1996 18:30 | Écosse  | 0 - 1 | France             | Stade olympique Lluís-Companys, Barcelone |                          |
|                   |         |       | Patrick Moreau 50e | Arbitrage : Karol Ihring                  | Arbitrage : Karol Ihring |
|                   | Rapport |       |                    | Arbitrage : Karol Ihring                  | Arbitrage : Karol Ihring |

### Finale
| 31 mai 1996 21:00                                                                             | Italie            | 1–1 a. p.                                        | Espagne  | Stade olympique Lluís-Companys, Barcelone |                          |
|                                                                                               | Totti 11e         |                                                  | Raúl 42e | Arbitrage : Günter Benkö                  | Arbitrage : Günter Benkö |
|                                                                                               | Rapport           |                                                  |          | Arbitrage : Günter Benkö                  | Arbitrage : Günter Benkö |
| Christian Panucci · Salvatore Fresi · Alessandro Pistone · Alessandro Nesta · Domenico Morfeo | Tirs au but 4 - 2 | de la Peña · de Pedro · Agustín Aranzábal · Raúl |          | Arbitrage : Günter Benkö                  | Arbitrage : Günter Benkö |

## Résultat

### Qualification olympique
Les quatre nations demi-finalistes et la meilleure des nations éliminées en quart de finale sont qualifiées pour les Jeux olympiques d'Atlanta. Or l’Écosse, demi-finaliste, ne peut participer indépendamment aux Jeux olympiques car elle fait partie du Royaume-Uni, ce sont donc les deux meilleures nations éliminées en quart de finale qui obtiennent leur billet pour Atlanta.
Les nations qualifiées pour les Jeux sont ainsi l'Italie vainqueur de l'Euro espoirs 1996, l'Espagne finaliste, la France troisième, ainsi que la Hongrie meilleure équipe éliminée en quart de finale et le Portugal.